# Sebastes peduncularis
Sebastes peduncularis és una espècie de peix pertanyent a la família dels sebàstids i a l'ordre dels escorpeniformes.

## Descripció
Igual que altres espècies del mateix gènere, és probable que els joves pateixin canvis morfològics significatius en arribar a adults.

## Reproducció
És vivípar i de fecundació interna.

## Hàbitat i distribució geogràfica
És un peix marí i batidemersal (entre 440 i 450 m de fondària), el qual viu al Pacífic oriental central: el golf de Califòrnia entre l'extrem sud de l'illa Tiburón i l'illa Ángel de la Guarda (Mèxic).

## Observacions
És inofensiu per als humans, el seu índex de vulnerabilitat és d'alt a molt alt (66 de 100) i només se'n coneixen 2 espècimens joves. El seu estatus com a espècie és qüestionat atès el reduït nombre d'exemplars capturats i el fet que l'àrea geogràfica on viu és compartida amb una espècie similar (Sebastes cortezi).